# چارلی (فیلم)
چارلی (انگلیسی: CHAЯLY) یک فیلم درام به کارگردانی رالف نلسون محصول ایالات متحدهٔ آمریکا است که در سال ۱۹۶۸ منتشر شد. فیلم‌نامهٔ «چارلی»، بر پایهٔ رمان گل‌هایی به یاد الجرنون اثر دنیل کیز نوشته شده‌است.
در سال ۱۹۶۸، هیئت ملی بازبینی فیلم این فیلم را در ردهٔ چهارم از فهرستِ ده فیلم برتر سال ۱۹۶۸ قرار داد و کلیف رابرتسون به‌عنوان برترین بازیگر سال انتخاب شد.
کلیف رابرتسون در چهل‌ویکمین دورهٔ جوایز اسکار، برندهٔ جایزه اسکار بهترین بازیگر نقش اول مرد شد؛ هرچند این برنده شدن، بحث‌برانگیز بود: دو هفته پس از مراسم اسکار، مجلهٔ تایم در صحتِ آراء داده‌شده تردید کرد و نوشت «بسیاری از اعضای آکادمی اسکار بر این باورند که برنده شدن کلیف رابرتسون نه به دلیلِ هنرِ بازیگریِ وی، بلکه به دلایل تبلیغاتی و تجاری برای فیلم بود».
این فیلم همچنین نامزد دریافت «جایزهٔ هوگو برای بهترین اثر دراماتیک» بود که موفق به دریافت آن نشد و جایزه به رمانِ تخیلیِ ۲۰۰۱: سفری به فضا تعلق یافت.

## بازیگران
- کلیف رابرتسون
- کلیر بلوم
- لیلیا اسکالا
- دیک وان پاتن
- بارنی مارتین
- لئون جنی
- روث وایت
- ادوارد مک‌نلی
- ویلیام دوایر
- دن مورگان
- اَن مری دلوئیس